# 上海长途客运南站

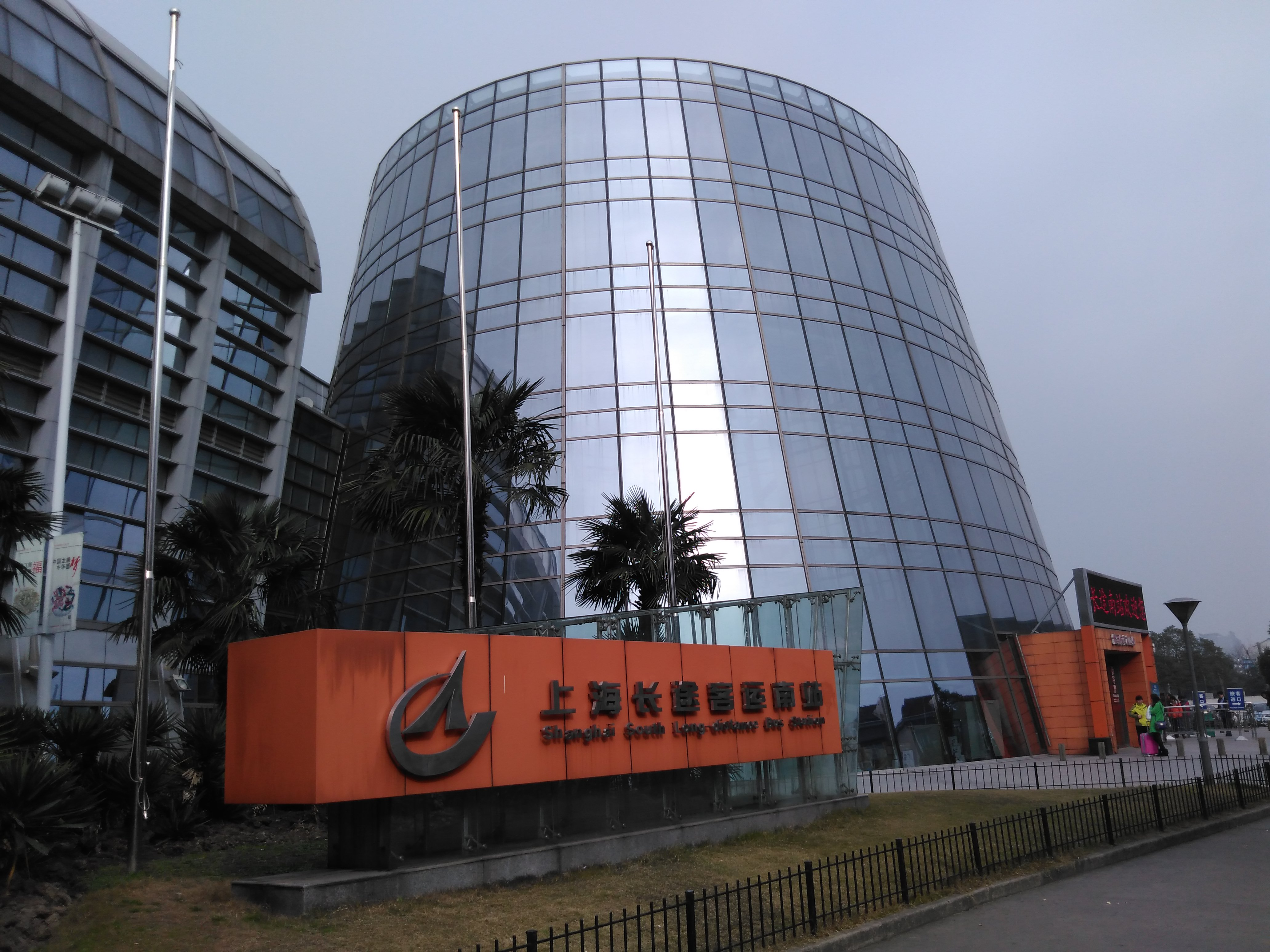
上海长途客运南站

上海长途客运南站位于铁路上海南站附近的柳州路老沪闵路口，于2005年12月投入使用，与铁路上海南站及其周边的公共交通设施构过程了上海交通的“南枢纽”。
上海长途客运南站占地面积2万平方米，候车大厅按国家一级客运站和国际航站楼的设施标准建造。